# Берутув
Берутув (пол. Bierutów, нем. Bernstadt) — город в Польше, входит в Нижнесилезское воеводство, Олесницкий повят. Имеет статус городско-сельской гмины. Занимает площадь 8,37 км². Население — 5110 человек (на 2004 год).

## Галерея
- Замок
- Историческая улица
- Старинный особняк
- Историческое здание
- Костёл Св. Иосифа
- Костёл Св. Екатерины
- Башня ратуши
- Башня
- Здание